# 南京邮电大学

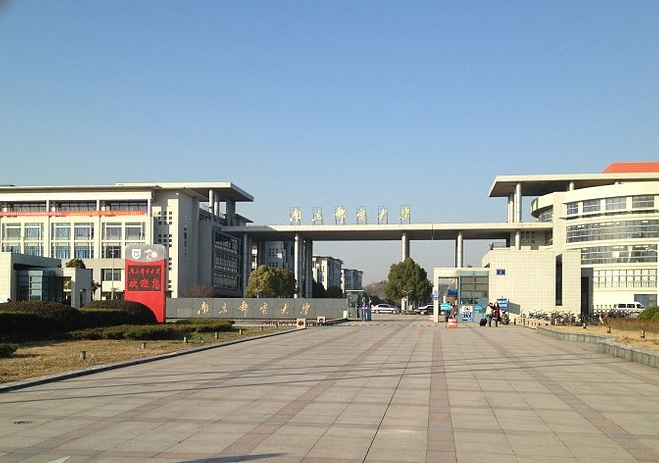
南邮仙林校区校门

南京邮电大学是一所以工学为主体，以电子信息为特色，理、工、经、管、文、教、艺、法等多学科相互交融，博士后、博士、硕士、本科等多层次教育协调发展的高校。是入选国家“双一流”一流学科建设、首批国家“2011计划”建设、国家“111计划”建设、国际电信联盟首个学术成员、教育部“卓越工程师教育培养计划”建设、江苏省高水平大学的高校。

## 历史沿革
该校前身是1942年创办于山东滨海抗日民主根据地的“战时邮务总局干部训练班”，1945年7月训练班扩建为“战邮”学校，嗣后，一度称为山东大学邮电专科部及山东邮政专科学校。校址先后辗转在鲁南、临沂、五连等地。在1942年至1947年间，训练班主任及嗣后学校校长均由当时战邮总局局长赵志刚兼任。1948年，学校在益都（青州）定名华东邮电学校，隶属于当时华东邮电管理总局。1949年8月，学校从山东济南迁到南京市。
1950年12月，学校扩建成为直属邮电部的南京邮电学校，兼办中等专业和高等专科班。学校于1951年11月至1953年4月间，经邮电部决定一度改隶由华东邮电管理局领导辖管并改名为华东邮电学校。1954年，学校发展分立为邮电部南京电信学校和南京邮政学校，至1958年7月。在1948年至1958年的十年间，担任学校主要领导人的先后有盛同、耿国兴、曹丹辉、刘砚田、李雪枫、沈毅力、于江、刘维毅等。
1958年8月，国家批准，邮电部以（58）干校字第60号通知:
“兹决定自本年八月份起将南京电信学校改为高等学校并定名为南京邮电学院，本科设置无线电通信与广播、电报电话通信和邮电组织与计划三个专业；专科所设专业与原专科班同，最终容量定为4000人。为挖掘潜力、节约投资起见，将南京邮政学校并归南京邮电学院。”
同年9月，无线电通信及电报电话通信两专业的五年制本科生194名及电信专科生48名入学。1972年5月至1973年2月曾一度更名为南京电信工程学院。建院以来，学院主要领导人有：秦华礼，秦剑秋，郭祥云，王洪滨，郑薇薇。
南京邮电学院是邮电部（1999年3月后为信息产业部）部属重点院校；自2000年2月全国高校领导体制改革后，南邮实行中央与地方共建，以江苏省管理为主。
2005年4月，经江苏省人民政府研究，并报教育部批准，南京邮电学院更名为南京邮电大学。
2009年3月，经江苏省人民政府研究，并报教育部批准，南京邮电大学吴江职业技术学院脱离南京邮电大学，独立为苏州信息职业技术学院。
2013年3月，南京邮电大学合并南京人口管理干部学院。

## 现状
南京邮电大学现有仙林、三牌楼、锁金村、江宁四个校区，25个教学机构，在浦口区设有办学点，另有无锡校区正在建设当中。另外还在扬州举办了独立学院——南京邮电大学通达学院。

### 机构设置
学校设有21个学院/系以及1个独立学院：
- 通信与信息工程学院
- 电子与光学工程学院、柔性电子（未来技术）学院 （页面存档备份，存于）
- 集成电路科学与工程学院（产教融合学院） （页面存档备份，存于）
- 计算机学院、软件学院、网络空间安全学院（大数据研究院） （页面存档备份，存于）
- 自动化学院、人工智能学院 （页面存档备份，存于）
- 材料科学与工程学院 （页面存档备份，存于）
- 物联网学院 （页面存档备份，存于）
- 理学院 （页面存档备份，存于）
- 地理与生物信息学院 （页面存档备份，存于）
- 现代邮政学院（邮政快递培训中心）、现代邮政研究院 （页面存档备份，存于）
- 传媒与艺术学院 （页面存档备份，存于）
- 管理学院 （页面存档备份，存于）
- 经济学院 （页面存档备份，存于）
- 马克思主义学院 （页面存档备份，存于）
- 社会与人口学院 （页面存档备份，存于）
- 外国语学院 （页面存档备份，存于）
- 教育科学与技术学院 （页面存档备份，存于）
- 海外教育学院 （页面存档备份，存于）
- 体育部 （页面存档备份，存于）
- 继续教育学院（自学考试办公室） （页面存档备份，存于）
- 贝尔英才学院
- 通达学院 （页面存档备份，存于）（独立学院）

2个独立设置的研究院、7个研究所：
- 信息材料与纳米技术研究院
- 信号处理与传输研究院
- 信息网络技术研究所
- 通信技术研究所
- 光通信研究所
- 计算机技术研究所
- 高等教育研究所
- 电子商务与政务研究所
- 信息法律与知识产权研究所

4个研究中心
- 控制与智能技术研究中心
- 应用数学研究中心
- 数字媒体研究中心
- 微流控光学技术研究中心

以及研究生院、体育部、无锡校区建设办公室等教学科研机构。学校还设有2个省级工程中心（江苏省光通信工程技术研究中心、江苏省通信与网络技术工程研究中心）。

## 学生获奖
- 全国大学生电子设计竞赛南京邮电大学计算机学院信息安全系本科一班2010年毕业典礼

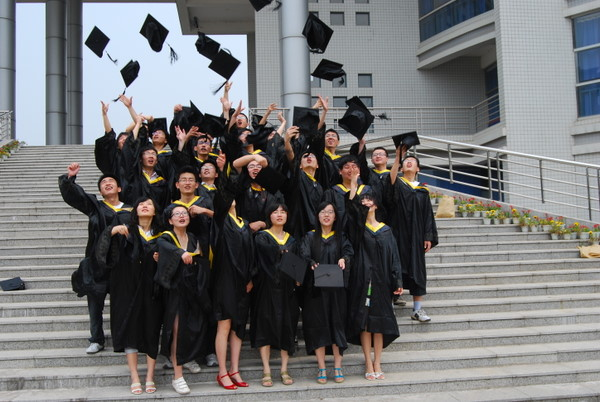
南京邮电大学计算机学院信息安全系本科一班2010年毕业典礼

  - 1997年，获两个一等奖并获全国唯一的最高奖“索尼杯”；
  - 1999年，获得2个一等奖，1个二等奖；
  - 2001年，获得1个一等奖，1个二等奖；
  - 2003年，获得1个一等奖，1个二等奖；
  - 2005年，获得2个一等奖，1个二等奖；
  - 2007年，获得2个一等奖，3个二等奖。
  - 2017年，获得1个一等奖

- 全国高校数学建模竞赛
  - 1998年，获1个一等奖；
  - 1999年，获2个一等奖；
  - 2000年，获3个一等奖、2个二等奖；
  - 2001年，获1个一等奖，3个二等奖；
  - 2002年，获1个一等奖，4个二等奖；
  - 2003年，获4个一等奖，4个二等奖；
  - 2004年，获3个一等奖，2个二等奖。
- 全国大学生挑战杯竞赛
  - 2003年，获一等奖1个，二等奖2个
  - 2005年，获一等奖、三等奖各1个

- 机器人大赛
  - 2004年，获足球机器人仿真比赛冠军；
  - 2005年，获美国公开赛RoboCup亚军；
  - 2010年, “Apollo 3D”队在中国机器人大赛暨Robocup公开赛冠军；
  - 2011年, “Apollo 3D”队在中国机器人大赛暨Robocup公开赛冠军。

- ICPC国际大学生程序设计竞赛
  - 2021年，第45届ICPC国际大学生程序设计竞赛亚洲区域赛（上海）获金奖2项、铜奖2项。
  - 2024年，第46届ICPC国际大学生程序设计竞赛世界总决赛（埃及）获铜奖，位列第11名。[3]

- 其他
  - 2004年，在由美国数学及应用联合会主办的国际大学生数学建模（MCM）和交叉学科建模（ICM）竞赛中获一等奖1个，二等奖2个。
  - 2006年，在美国国际大学生数学建模比赛中，获得一等奖3个，二等奖1个；
  - 2011年，恩智浦（NXP）全球科技创新设计大赛亚太区冠军、全球季军。

## 杰出校友
- 赵厚麟 ITU国际电信联盟标准化局局长，国际电信联盟副秘书长、秘书长；
- 殷一民 中兴通讯股份有限公司总裁至2010年，中兴通讯股份有限公司董事、总经理；
- 马军胜 中华人民共和国国家邮政局局长；
- 常小兵 中国联合通信有限公司董事长；
- 周德强 中国电信集团公司党组书记、总经理 至2004年，中国电信集团公司发展战略咨询委员会主任,中华人民共和国通信工程学会理事长；
- 冷荣泉 中国电信集团公司副总经理；
- 柯瑞文 中国电信集团公司总经理；
- 何宗就 中国中央电视台副台长；
- 李 澍 中国联合通信有限公司国际业务部副总经理。
- 周惠林 铁道通信信息有限责任公司技术总监
- 何宁 中国移动（香港）有限公司执行董事兼副总经理
- 林奕弘 中国移动集团公司直属党委副书记
- 张范 中国联合通信有限公司总工程师
- 于伯仲 中华通信系统有限公司副总经理
- 韩志刚 中讯邮电咨询设计院（原信息产业部邮电设计院）院长
- 张亚秋 中讯邮电咨询设计院（原信息产业部邮电设计院）副院长
- 秦洪宽 中讯邮电咨询设计院（原信息产业部邮电设计院）党委副书记
- 方榕 中兴通讯股份有限公司副总裁
- 陈杰 中兴通讯股份有限公司副总裁
- 赵龙 全国政协常委，江苏人大常委会副主任
- 殷一平 中国电信集团公司数据通信局局长
- 张国珍 中国电信集团公司业务支撑中心主任
- 孙玖铭 原江苏电信有限公司总经理，党组副书记
- 孙维平 江苏电信有限公司副总经理
- 王维荣 江苏电信有限公司总经理
- 王建 江苏移动通信有限责任公司总经理
- 闵有黎 江苏移动通信有限责任公司副总经理
- 刘忠和 江苏电信实业公司副总经理
- 张凯音 江苏电信实业公司副总经理
- 周成柱 中国网通江苏省分公司副总经理
- 祁晓荔 中国网通江苏省分公司副总经理
- 伍千军 中国网通江苏省分公司副总经理
- 李超 中国网通上海市通信公司党委书记，中国网通上海紫竹科学圆区总经理
- 钱积昌 上海市邮政局副局长
- 郑慧刚 上海移动通信有限责任公司副总经理
- 冯雄 广东省电信有限公司总经理，党组书记
- 梁锋 广东电信有限公司副总经理
- 郭喜泉 广东省技术监督局局长
- 戴美奉 广东省移动通信有限责任公司总工程师
- 邱忠中 中国联通广东省分公司资深经理
- 邵智宗 广东省邮政局副局长
- 孙运才 安徽邮政局局长
- 张钧安 安徽省电信有限公司总经理，党组书记
- 张道德 安徽移动公司党组书记
- 施万中 安徽移动通信有限责任公司总经理
- 沈仲明 中国联通安徽省分公司总经理
- 谷道琴 安徽移动通信有限责任公司副总经理
- 陶萍 安徽电信有限公司副总经理
- 蒋立三 安徽电信有限公司副总经理
- 刘平 福建移动通信有限责任公司总经理
- 刘耀明 福建电信有限公司总经理，党组副书记
- 段建祥 福建电信有限公司副总经理
- 张莉 福建移动通信有限责任公司副总经理
- 李巍 中国联通福建省分公司党组书记兼副总经理
- 陈锦华 中国联通福建省分公司副总经理，工会主席
- 李旭 山西省电信分公司总经理，党组书记
- 刘红建 四川省电信有限公司总经理，党组书记
- 邓琴甫 四川省电信有限公司副总经理
- 沈明才 中国网通河南省通信公司总经理
- 罗会霖 河南邮政局局长
- 林荣尧 香港粤海发展有限公司董事长
- 白志刚 新疆自治区移动公司总经理
- 王金森 中国联通新疆区分公司总经理
- 卡德尔 中国网通新疆区通信公司总经理
- 黄日高 江西移动通信有限责任公司总经理
- 黄晓庆 江西省电信有限公司副总经理
- 吴泉胜 江西省电信有限公司副总经理
- 欧阳天高 江西省邮政局副局长
- 许明新 中国联通江西省分公司副总经理
- 赵振宇 湖北省电信公司总经理
- 邱荣 湖北移动通信有限责任公司总经理
- 刘诚明 中国联通湖北省分公司总经理
- 杨风元 青岛朗讯公司副总经理
- 张德明 信息产业部邮电五所所长
- 葛凡 青海省电信有限公司总经理
- 韩新国 宁夏回族自治区电信公司总经理
- 陆冰 宁夏移动通信有限责任公司副总经理
- 董天华 宁夏区邮政局纪检组长，工会主席
- 路俊海 中国普天信息集团公司副总裁
- 陆勇 中国网通河北省通信公司总经理
- 刘海鹰 中国联通云南省分公司党委书记书记
- 顾晓敏 中国联通云南省分公司总经理
- 李秀川 山东移动通信有限责任公司总经理
- 张渲 山东移动通信有限责任公司副总经理
- 楚俊国 中国网通山东省通信公司总经理，党组书记
- 徐述国 中国联通山东省分公司总经理
- 徐建洲 山东省邮政局局长
- 李文民 山东省邮政局副局长
- 陈科明 中国联通山东省分公司副总经理
- 赵沛 中国联通山东省分公司总经理
- 吴鼎钧 浙江邮政局局长
- 刘爱伏 浙江省电信副总经理
- 朱评 中国联通浙江省分公司总经理
- 胡行正 中国联通浙江省分公司副总经理
- 刘铁军 中国联通吉林省分公司总经理
- 黄立伟 湖南移动通信有限责任公司副总经理
- 汪世昌 中国联通湖南省分公司总经理
- 章干泉 湖南邮政局局长
- 田文科 中国联通集团公司数据与固定通信营业部总经理
- 程火明 中国联通集团公司计费，结算与信息系统部总经理
- 王伟 中国电信集团云南省电信有限公司副总经理
- 叶利生 中国电信股份有限公司北京研究院副院长
- 朱建 中国电信股份有限公司北京研究院副院长
- 刘小宁 广西区电信有限公司副总经理
- 邓作平 广西区电信有限公司副总经理
- 叶松华 广西区电信有限公司副总经理
- 顾雄 广西移动通信有限责任公司副总经理
- 郭亮 广西移动通信有限责任公司副总经理
- 韦胜光 广西壮族自治区邮政局局长
- 樊兆吉 广西壮族自治区邮政副局局长
- 谢海平 广西区通信管理局副局长
- 刘运尧 中国网通广西区通信公司总经理，党组书记
- 陈海 中国网通山东省通信公司副总经理
- 郑勇 中国网通山东省通信公司副总经理
- 王田春 海南移动通信有限责任公司副总经理
- 王元成 贵州省电信副总经理
- 许葵 国家邮政局邮政企业协会常务副会长
- 熊振邦 国家邮政局中邮物流公司副总经理
- 阿不来提.艾吾拉 新疆自治区邮政局局长
- 董党生 新疆区邮政局副局长
- 薛钟吉 东方通信集团董事会主席
- 王欣 深圳快播集团创始人兼CEO
- 吴珉 bigo集团董事长
- 杨震 全国政协副主席

### 友好学校
- 北京邮电大学